# Slow cinema
Slow cinema (z ang. „kino powolne”) – nurt kina autorskiego, kładący nacisk na długie ujęcia, często minimalistyczny, obserwacyjny, z ograniczoną narracją.
Jego największy rozwój przypada na pierwsze dekady XXI wieku. W przeciwieństwie do wcześniejszych nurtów (np. francuskiej nowej fali) nie pojawił się na jednym obszarze, lecz ma zasięg globalny. O wspólnym klasyfikowaniu jego przedstawicieli decydują przede wszystkim względy estetyczne i formalne.
Z uwagi na eklektyzm i nieostrość granic nurtu istnieją różne propozycje jego opisu, w ramach których zaznaczają się m.in. różnice w zastosowanej terminologii, definicji nurtu czy listach reprezentatywnych filmów.

## Nazwa
Nazwa slow cinema jest najszerzej przyjętą do opisywania nurtu, choć proponowane są też inne, kładące nacisk na różne cechy. Harry Tuttle wprowadził termin „współczesne kino kontemplacyjne” (Contemporary Contemplative Cinema, CCC), uznając go za najodpowiedniejszy do opisu stawiającego na kontemplację trendu stylistycznego w kinie najnowszym. Rafał Syska nazywa nurt „filmowym neomodernizmem”, aby podkreślić jego historyczne usytuowanie w roli kontynuacji powojennego modernizmu filmowego oraz przeciwwagi dla postmodernizmu. Z kolei Paul Schrader przyjmuje termin „slow cinema”, głównie ze względu na jego przydatność i „elastyczność”.
Kontrowersje budzi też definicja slow cinema. Marta Stańczyk wskazuje, że zjawisko to nie może być określone ani jako gatunek, ani styl, ani nurt. Wśród innych proponowanych terminów pojawiają się też „trend stylistyczny” oraz „tryb narracji”.

## Historia
Różni badacze na różne sposoby wytyczają historyczne granice slow cinema. Rafał Syska początek nurtu sytuuje we wczesnych latach 90., wskazując na następujące w tym okresie dominacji postmodernizmu odrodzenie tradycji modernistycznej w kinie i symbolicznie przyjmując film Aż na koniec świata (1991) Wima Wendersa za pierwszy film „neomodernistyczny”. Harry Tuttle na chronologicznej liście filmów kontemplacyjnych sięga aż do roku 1960 i Nagiej wyspy Kaneto Shindō, choć liczba odnotowywanych pozycji dopiero od połowy lat 90. zaczyna obejmować więcej niż 1-2 pozycje rocznie. Paul Schrader widzi w slow cinema kontynuację opisywanego przez siebie stylu transcendentalnego reprezentowanego przez Yasujirō Ozu, Roberta Bressona i Carla Theodora Dreyera. Za kluczowe ogniwa łączące oba zjawiska uznaje koncepcję obrazu-czasu Gilles’a Deleuze’a oraz twórczość Andrieja Tarkowskiego.

## Charakterystyka
Harry Tuttle jako cztery kluczowe cechy slow cinema wskazuje: ograniczenie intrygi, ograniczenie słów, spowolnienie oraz alienację.
Rafał Syska wylicza następujące cechy filmowego neomodernizmu: minimalizm, redukcja, dedramatyzacja, antypsychologizm, narracja jednoogniskowa, eksperymenty z warstwą temporalną filmu, bogata przestrzeń pozakadrowa, elipsy, rozbudowana akustyka, montaż wewnątrzujęciowy, bezruch, spowolnienie tempa zdarzeń.
Paul Schrader za warunek konieczny slow cinema uważa długie ujęcie. Wylicza też inne często stosowane w slow cinema zabiegi formalne, które łączy wspólny cel spowolnienia czasu. Są to: szerokie plany, statyczne kadry, ograniczenie montażu wewnątrz scen, opóźnione cięcia, preferencja dla obrazu nad dialogami, ograniczenie muzyki niediegetycznej, wyolbrzymione efekty dźwiękowe, płaskość wizualna, powtórzone kompozycje, powtarzanie informacji, ograniczenie psychologicznego aktorstwa, monochromatyzm i wąski format kadru.
Schrader uznaje slow cinema za rodzaj kina nienarracyjnego i wskazuje na jego trzy główne kierunki rozwoju:
- kamera monitoringu (The Surveillance Camera) – skupienie na codzienności, np. Teo Angelopulos, Chantal Akerman, Tsai Ming-liang, Albert Serra, Wang Bing,
- galeria sztuki (The Art Gallery) – skupienie na obrazie, np. Michael Snow, Stan Brakhage, Sara Driver,
- mandala (The Mandala) – skupienie na medytacji, np. Nuri Bilge Ceylan, Bruno Dumont, Apichatpong Weerasethakul, James Benning.

Slow cinema generuje specyficzny typ odbioru, który Rafał Syska nazywa slow-watchingiem i przeciwstawia go nastawionemu na dynamizm i audiowizualną efektowność odbiorowi „kina atrakcji”. Slow-watching cechuje się koncentracją widza na świecie przedstawionym i przystosowaniu się do powolnego tempa narracji. Paul Schrader wskazuje ponadto na następującą w ramach slow cinema manipulację percepcją czasu przez widza, zaś Marta Stańczyk dodaje, że percepcja ta jest w slow cinema ucieleśniona poprzez zestrojenie wrażeń temporalnych widza i bohatera.

## Twórcy i filmy
Podczas gdy część twórców jest powszechnie zaliczana do nurtu slow cinema (np. Béla Tarr, Tsai Ming-liang czy Lav Diaz), w odniesieniu do innych spotkać można wśród badaczy rozbieżne opinie (np. Jorgos Lantimos, bracia Dardenne). Niektórzy twórcy (np. Gus Van Sant) mogą być zaliczeni tylko z uwagi na wybrane filmy (np. Słoń, ale już nie Buntownik z wyboru). Poniższa lista zbiera twórców (wraz z wybranymi filmami), których w przynajmniej dwóch niezależnych źródłach uznaje się za reprezentantów slow cinema:
- Teo Angelopulos (1935-2012): Pszczelarz (1986)[11][23][24],
- James Benning(inne języki) (ur. 1942): 13 jezior (2004), Ten Skies (2004), RR (2007), Spring Equinox (2016), Fall Equinox (2016), L. Cohen (2018)[11][25],
- Chantal Akerman (1950-2015): Hôtel Monterey (1972), Jeanne Dielman, Bulwar Handlowy 23, 1080 Bruksela (1975), News From Home (1976), Spotkania Anny (1978), No Home Movie (2015)[11][24][26],
- Aleksandr Sokurow (ur. 1951): Elegia z Rosji (1993), Matka i syn (1997), Moloch (1999)[11][24][27],
- Béla Tarr (ur. 1955): Potępienie (1988), Szatańskie tango (1994), Harmonie Werckmeistera (2000), Człowiek z Londynu (2007), Koń turyński (2011)[11][24][28][29],
- Tsai Ming-liang (ur. 1957): Niech żyje miłość (1994), Rzeka (1997), Która tam jest godzina? (2001), Goodbye, Dragon Inn (2003), Nie chcę spać sam (2006), Twarz (2009), Bezpańskie psy (2013), Wędrówka na Zachód (2014), Dni (2020)[11][24][30][31],
- Bruno Dumont (ur. 1958): Żywot Jezusa (1997), Ludzkość (1999), Poza szatanem (2011)[11][24][32],
- Lav Diaz (ur. 1958): Heremias (2006), Kagadanan sa banwaan ning mga engkanto (2007), Norte, koniec historii (2013), Z tego, co było, po tym, co było (2014), Kobieta, która odeszła (2016), Kołysanka do bolesnej tajemnicy (2016), Ang hupa (2019), Rodzaj, zwierzę (2020)[21][11][24][33],
- Nuri Bilge Ceylan (ur. 1959): Kokon (1995), Uzak (2002), Pewnego razu w Anatolii (2011)[11][24][34][35],
- Pedro Costa (ur. 1959): Pochód młodości (2006), Vitalina Varela (2019)[11][24],
- Šarūnas Bartas (ur. 1964): Korytarz (1994), Niewielu nas (1996), Dom (1997), Wolność (2000), Siedmiu niewidzialnych ludzi (2005)[11][36],
- Wang Bing (ur. 1967): Po zachodniej stronie torów (2003), Caiyou riji (2008), Czarne pieniądze (2008), Rów (2010), Trzy siostry (2012), Póki szaleństwo nas nie rozdzieli (2013), Ta’ang (2016), Gorzki pieniądz (2016), Pani Fang (2017), Dead Souls (2018), Młodość (2023), Człowiek w czerni (2023), Młodość (Powrót do domu) (2024)[11][37],
- Michelangelo Frammartino (ur. 1968): Prezent (2003), Le quattro volte (2010), Pod ziemią (2021)[21][11][24],
- Apichatpong Weerasethakul (ur. 1970): Tajemniczy obiekt w południe (2000), Skrajne żądze (2002), Choroba tropikalna (2004), Światło stulecia (2006), Wujek Boonmee, który potrafi przywołać swoje poprzednie wcielenia (2010), Cmentarz wspaniałości (2015), Memoria (2021)[21][11][24],
- Carlos Reygadas (ur. 1971): Japón (2002), Bitwa w niebie (2005), Post tenebras lux (2012), Nasz czas (2018)[11][38],
- Lisandro Alonso (ur. 1975): La libertad (2001), Los muertos (2004), Jauja (2014)[11][24][39],
- Albert Serra (ur. 1975): Honor rycerza (2006), Śpiew ptaków (2008), Śmierć Ludwika XIV (2016), Roi Soleil (2018), Liberté (2019), Pacifiction (2022), Samotne popołudnia (2024)[11][24][40].

### Nagrody
Filmy zaliczane do nurtu slow cinema otrzymały nagrody na wielu festiwalach filmowych:
- Złota Palma na festiwalu w Cannes: Wieczność i jeden dzień (1998, reż. Teo Angelopulos), Słoń (2003, reż. Gus Van Sant), Wujek Boonmee, który potrafi przywołać swoje poprzednie wcielenia (2010, reż. Apichatpong Weerasethakul)[41],
- Grand Prix na festiwalu w Cannes: Spojrzenie Odyseusza (1995, reż. Teo Angelopulos), Ludzkość (1999, reż. Bruno Dumont), Uzak (2003, reż. Nuri Bilge Ceylan), Las w żałobie (2007, reż. Naomi Kawase), Pewnego razu w Anatolii (2011, reż. Nuri Bilge Ceylan), Strefa interesów (2023, reż. Jonathan Glazer)[41],
- Nagroda Jury na festiwalu w Cannes: Pieśni z drugiego piętra (2000, reż. Roy Andersson), Boska interwencja (2002, reż. Elia Suleiman), Choroba tropikalna (2004, reż. Apichatpong Weerasethakul), Ciche światło (2007, reż. Carlos Reygadas), Memoria (2021, reż. Apichatpong Weerasethakul), IO (2022, reż. Jerzy Skolimowski)[41],
- Nagroda za reżyserię na festiwalu w Cannes: Słoń (2003, reż. Gus Van Sant), Post tenebras lux (2012, reż. Carlos Reygadas), Heli (2013, reż. Amat Escalante)[41],
- Złota Kamera na festiwalu w Cannes: Inaczej niż w raju (1984, reż. Jim Jarmusch), Moe no suzaku (1997, reż. Naomi Kawase)[41],
- Złota Kamera – Wyróżnienie Specjalne na festiwalu w Cannes: Życie Jezusa (1997, reż. Bruno Dumont), Japón (2002, reż. Carlos Reygadas)[41],
- Nagroda Un Certain Regard na festiwalu w Cannes: Skrajne żądze (2002, reż. Apichatpong Weerasethakul)[41],
- Złoty Lew na festiwalu w Wenecji: Niech żyje miłość (1994, reż. Tsai Ming-liang), Martwa natura (2006, reż. Jia Zhangke), Somewhere. Między miejscami (2010, reż. Sofia Coppola), Gołąb przysiadł na gałęzi i rozmyśla o istnieniu (2014, reż. Roy Andersson), Kobieta, która odeszła (2016, reż. Lav Diaz)[42],
- Złoty Niedźwiedź na festiwalu w Berlinie: Miód (2010, reż. Semih Kaplanoğlu)[43],
- Srebrny Niedźwiedź – Nagroda Grand Prix Jury na festiwalu w Berlinie: Rzeka (1997, reż. Tsai Ming-liang)[44], Koń turyński (2011, reż. Béla Tarr)[45], To tylko wiatr (2012, reż. Benadek Fliegauf)[46],
- Nagroda im. Alfreda Bauera na festiwalu w Berlinie: Kapryśna chmura (2005, reż. Tsai Ming-liang)[47], Kołysanka do bolesnej tajemnicy (2016, reż. Lav Diaz)[48].